# Michael Wolf (Sozialwissenschaftler)
Michael Wolf (* 27. Oktober 1947) ist ein deutscher Sozialwissenschaftler, Psychoanalytiker und Buchautor.

## Werdegang
Wolf hat Jura (Erstes Staatsexamen), Psychologie (Diplom) und Soziologie (Promotion) in Frankfurt und Berlin studiert. Er war wissenschaftlicher Mitarbeiter an der Freien Universität Berlin, am Sigmund-Freud-Institut in Frankfurt am Main, sowie klinischer Psychologe und Psychotherapeut an den städtischen Kliniken Offenbach und im Zentrum der Psychiatrie der Universitätsklinik Frankfurt. 1985–1990 absolvierte er eine Ausbildung zum Psychoanalytiker. 1989 wurde er habilitiert und Privatdozent für Soziologie an der Freien Universität Berlin. Von 1993 bis 2013 war er Professor für Psychologie an der University of Applied Sciences in Fulda. Seitdem forscht er am Berliner Institut für angewandte Sozialwissenschaften (BIAS). Seit 1993 führt er eine eigene Praxis als Psychoanalytiker, Psychotherapeut, Supervisor und Coach. Darüber hinaus ist er Dozent und Lehrtherapeut in Deutschland und seit 2005 auch in China (Shanghai Mental Health Center).
Michael Wolf arbeitet seit den 1980er-Jahren als einer von wenigen in beiden Disziplinen qualifizierten Sozialwissenschaftlern (habilitiert, Professur) und Psychoanalytiker (Dozent und Lehranalytiker) zu Fragen der politischen Psychologie und kulturellen Identität. Er war und ist Hochschullehrer an deutschen Universitäten (Fulda, Berlin), sowie Dozent für Psychotherapie und Psychoanalyse in Deutschland und China an verschiedenen Institutionen und Kliniken in der Ausbildung von Psychologen und Ärzten zu Psychotherapeuten.

## Forschung und Publikationen
Forschung und Veröffentlichungen im Feld der Sozialpsychologie, konzeptionelle und angewandte Psychoanalyse, insbesondere Supervision, Führungsstile und Organisationen, Kultursoziologie, Politische Psychologie, Methoden und Techniken der Sozialforschung sowie zum Zusammenhang von Identität und Kultur und deren Veränderungen.

## Mitgliedschaften
- Mitglied der International Society for the Psychoanalytic Study of Organizations
- International Psychoanalytical Association
- German-Chinese Academy for Psychotherapy
- Deutschen Gesellschaft für Psychotherapie und Tiefenpsychologie
- Deutsche Psychoanalytische Vereinigung
- Gesellschaft für Objektive Hermeneutik
- Gesellschaft für Psychohistorie und Politische Psychologie

## Schriften (Auswahl)
- System und Subjekt. Aufbau und Begrenzung von Subjektivität durch soziale Strukturen. Frankfurt am Main 1977 (Haag und Herchen)
- mit Klaus Horn, Christel Beier: Krankheit, Konflikt und soziale Kontrolle. Eine empirische Untersuchung subjektiver Sinnstrukturen. Westdeutscher Verlag, Opladen 1983.
- mit Helge Grünewald: Die Gesundheitsberatung für Erwachsene in Berlin. Abschlussbericht des Forschungsprojekts. Bundeszentrale für gesundheitliche Aufklärung, Berlin/Köln 1985/1986.
- (Hrsg.) Selbst, Objekt und der Grundkonflikt. Psychoanalytische Beiträge zur Psychosentherapie, institutionalisierten Abwehr und Aggression. Brandes & Apsel, Frankfurt am Main 2001.
- (Hrsg.) Frauen und Männer in Organisationen und Leitungsfunktionen. Unbewußte Prozesse und die Dynamik von Macht und Geschlecht. Brandes & Apsel, Frankfurt am Main 2002.
- Krieg, Trauma, Politik. Gewalt und Generation: Die unbewusste Dynamik. Brandes & Apsel, Frankfurt am Main 2017.
- Psychoanalyse als Forschungsmethode der Kritischen Theorie. Brandes & Apsel, Frankfurt am Main 2018.
- System UBW und das Wilde Heer. Psychoanalyse – Methode der Intervention in soziale Systeme. Amazon, 2019.
- Tempo. Die Dynamik von Moderne, Zivilisation und Kapital. LIT, Münster 2020.
- Europas Welt. Republik oder Imperium. Amazon, Frankfurt am Main 2020.
- Chinas Renaissance – Über die Kunst gleich zu bleiben und sich rasant zu verändern. LIT Münster 2023.

## Referenzen
- Michael Wolf über Krieg und Trauma, Deuten und Vorausdenken, auf tagesspiegel.de vom 25. Mai 2017

| Personendaten    | Personendaten                                        |
| ---------------- | ---------------------------------------------------- |
| NAME             | Wolf, Michael                                        |
| KURZBESCHREIBUNG | deutscher Sozialwissenschaftler und Psychoanalytiker |
| GEBURTSDATUM     | 27. Oktober 1947                                     |